# 卡利登
卡利登（英語：Caledon）是加拿大安大略省大多倫多地區皮爾區的一个鄉鎮。该镇位于布兰普顿的西北。卡利登面积超过688平方公里，是大多伦多地区面积最大的鄉鎮。